# ТЕС Орослань
ТЕС Орослань – закрита теплова електростанція на північному заході Угорщини у медьє Комаром-Естергом.
У 1961 – 1963 роках на майданчику станції стали до ладу чотири блоки потужністю по 50 МВт, парові турбіни для яких постачила чеська компанія Skoda, тоді як генератори виготовили на угорському заводі Ganz. В межах проекту за допомогою греблі створили водосховище на річці Által-ér (права притока Дунаю). Це дозволило уникнути спорудження градірень, оскільки охолодження технологічної води відбувається за рахунок перемішування та випаровування у сховищі.
У 1986 – 1990 роках провели модернізацію, під час якої всі блоки обладнали котлами польської компанії Rafako (місто Рацибуж) продуктивністю по 230 тон пари на годину. При цьому потужність трьох блоків довели до 60 МВт, а одного – до 55 МВт, так що загальний показник станції досяг 235 МВт. 
З 1978 року ТЕС також забезпечувала роботу системи централізованого опалення міста Орослань. Станом на 1990 рік теплова потужність становила 84 МВт.
Станцію спорудили з розрахунку на використання місцевого ресурсу лігніту. Втім, з 2005 по 2008 рік котли №1 та №2 доповнили обладнанням, яке дозволило спалювати значні обсяги біомаси. Крім того, для покращення екологічних показників у першій половині 2000-х спорудили установку десульфуризації. 
У середині наступного десятиліття власник станції вирішив не провадити чергову модернізацію задля дотримання більш жорстких екологічних стандартів. Як наслідок, в 2015-му ТЕС зупинили та поставили на консервацію.